# ورخ-چرگا
ورخ-چرگا (به لاتین: Verkh-Cherga) یک منطقهٔ مسکونی در روسیه است که در جمهوری آلتای واقع شده‌است.